# Cornelis Evertsen (1642-1706)
Pour les articles homonymes, voir Cornelis Evertsen et Evertsen.
 (mars 2008).
Si vous disposez d'ouvrages ou d'articles de référence ou si vous connaissez des sites web de qualité traitant du thème abordé ici, merci de compléter l'article en donnant les références utiles à sa vérifiabilité et en les liant à la section « Notes et références ».
Cornelis Evertsen le plus Jeune (traduction littérale du néerlandais : Cornelis Evetsen de Jongste), né le 16 novembre 1642 à Flessingue et mort le 16 novembre 1706 à Flessingue, est un amiral néerlandais du XVIIe siècle.

## Biographie

### Origines et famille
Cornelis Eversen naît dans une puissante famille des Provinces-Unies qui a donné au pays un nombre important d'officiers de marine. Il est le second fils du luitenant-admiraal Cornelis Evertsen l'Ancien et le neveu du luitenant-admiraal Johan Evertsen et cousin du vice-amiral Cornelis Evertsen le Jeune avec qui il est généralement confondu. Cornelis fut surnommé Keesje den Duvel (« Cornelis le petit diable ») à cause de son caractère très colérique, qu'il partageait avec son père.

### Jeunesse et débuts dans la marine hollandaise
Cornelis est né à Flessingue en 1642 et navigue pour la première fois sur le bateau de son père à l'âge de 10 ans. Il devint corsaire en 1665 durant la première guerre anglo-néerlandaise et fut capturé au début du mois de mars de cette année par les Anglais quand son groupe de deux vaisseaux fut battu par trois navires anglais. Son équipage dut le maîtriser en employant la force pour l'empêcher de faire exploser son bateau, le Eendragt équipé de 32 canons.

### Captivité en Angleterre
Lors de sa captivité, il est jugé digne d'intérêt royal grâce à la renommée de son père et de son oncle et est interrogé par le frère du Roi Charles II, le lord amiral Jacques Stuart, duc d'York. Lors de l'entrevue, le duc remarqua le trou au sommet du chapeau de Cornelis et s'excusa au nom des soldats d'avoir abîmé ses vêtements. Il répondit, grincheux, qu'il était fier du trou ; il aurait quand même préféré qu'ils aient tiré un peu plus bas, ce qui lui aurait évité d'être prisonnier de guerre.
John Evelyn raconte comment Cornelis est libéré le 24 mars 1665 grâce à son intelligence par Charles II d'Angleterre en personne: il fut admis dans l'antichambre royale, Sa Majesté lui donna sa main pour qu'il l'embrasse, et lui redonna sa liberté. Elle posa beaucoup de questions concernant le combat, Sa Majesté se souvenant des nombreuses attentions venant de ses relations à l'étranger - c'était une référence au soutien que les Evertsen avait donné à Charles durant son exil. Evelyn reçut ensuite l'ordre d'aller avec lui à l'ambassade de Hollande, où il devait attendre pour recevoir son passeport et il devait lui donner 50 pièces d'or. Ainsi Charles II ne récompensait pas seulement des faveurs montrées dans le passé mais essayait de semer la discorde entre la province de Zélande majoritairement orangiste et la province républicaine de Hollande; il prétendait soutenir la cause du jeune Guillaume III d'Orange.

### Guerres anglo-néerlandaises et guerre de Hollande
Après son retour en 1665 Cornelis combat à la bataille de Lowestoft; en juillet il devient capitaine de l'amirauté de Zélande. En 1666, il sert en tant que capitaine sur le navire amiral de son père, le Walcheren pendant la bataille des Quatre Jours et dans la première nuit il est témoin de la mort de son père, tué par un boulet tiré du Henry. Il combat aussi lors de la bataille de North Foreland où son oncle Johan est tué.
En mars 1672, juste avant la troisième guerre anglo-néerlandaise, il repoussa une attaque surprise anglaise contre la flotte de Smyrne. Lors de la bataille de Solebay il commanda le Zwanenburg (44 canons). En 1673, il reconquiert en compagnie de Jacob Binckes la Nouvelle-Néerlande, alors qu'il avait le grade de vice-amiral de la flotte de la Compagnie des Indes néerlandaises avec toujours le même navire amiral, le Zwanenburg. Quand il retourna à quai en 1674, il est accusé de désobéissance, les États de Zélande n'étant pas satisfaits de sa conquête: ses ordres étaient en fait de conquérir l'île Sainte-Hélène et Cayenne.
En janvier 1675, il est promu contre-amiral de l'amirauté de Zélande. En 1677 il supervise un blocus contre les corsaires dunkerquois. Le 20 septembre 1679, il remplace son cousin décédé Cornelis Evertsen le Jeune en tant que vice-amiral de Zélande; il devint le 1er avril 1684 luitenant-admiraal de Zélande et commandant suprême de la flotte des Provinces-Unies, remplaçant ainsi Cornelis Tromp. En 1688 il commande l'avant-garde de la flotte d'invasion du stathouder Guillaume III d'Orange pendant la Glorieuse Révolution.

### Guerre de la Ligue d'Augsbourg
En 1690 Cornelis Evertser commande l'avant-garde de la flotte alliée durant la bataille du cap Béveziers. Soutenu par les Anglais avec peu de moyen, il a eu de grandes difficultés face aux Français beaucoup plus forts. Il sauva son escadron par la ruse, en mettant à l'ancre alors que les voiles de son navire étaient toutes déployées, le vent de la marée emportant la flotte ennemie. Cette même année Cornelis Tromp reprit son poste et mourut peu après, remplacé par Philips van Almonde.
Après 1690, Cornelis ne commande plus la flotte. Son jeune frère, Geleyn Evertsen, lui succède au rang de luitenant-admiraal de Zélande. Il ne se maria jamais, et fut un ami très proche de Guillaume III au point qu'on soupçonna qu'il fut un des amants du stathouder.
Il meurt en 1706 le jour de son 64e anniversaire et est inhumé à Middelbourg.